# Marikovszky György
Nagy-toronyai Marikovszky György (Rozsnyó, 1771. október 24. – Rozsnyó, 1832. december 21.) orvosdoktor, megyei főorvos. Fia Marikovszky Gusztáv orvos.

## Élete
Marikovszky Jónás és Slosser Ráhel fia. Iskoláit Sajógömörben, Lőcsén, a felső gimnáziumot Pozsonyban végezte; itt Szábel természettanár és Lumniczer István híres füvész, akiknek különös kedveltje volt, buzdítólag hatottak reá. Elhunyt nagybátyja Marikovszky Márton fényes életpályája által serkentve, a bécsi egyetemen kitünő sikerrel végezte az orvosi szaktudományokat, egyszersmind az összes természettani és asztronómiai előadásokat is hallgatta s 1797-ben orvosdoktori oklevelet nyert. Tanárai által kitüntetve és pártfogolva több állomási ajánlatot kapott, így Spanyol- és Oroszországba is; de ő 1798-ban szülővárosát Rozsnyót választotta jövendő tudományos működése színhelyéül. Itt alkalma volt az akkor uralkodott vérhas- és hagymázjárványok sikeres gyógyításában magát kitüntetni. Ő volt Gömör megyében az első orvos, aki a himlőoltást életbe léptette s értekezései által terjeszteni is igyekezett. A jénai ásványtani társulat 1804. május 15-én oklevelével tagjává nevezte. 1806-ban Gömör-Kis-Hont megye rendes főorvosává választatván, lakását Rimaszombat városába, később Pillmann első megyei főorvos leköszönése után ismét Rozsnyóra tette át. Nem csupán 5-6 megyére kiterjedő orvosi gyakorlatát, s mint megyei főorvos és táblabíró, hivatalos ügyeit végezte kitűnően, hanem kedvelt tanulmányait, a föld- és ásványtant is folytatta.
Cikkei a Zeischrift von und für Ungernben (I. 1802. Beyträge zur Geschichte der Schutzpocken in Rosenau); a Patriot. Wochenblatt für Ungarnban (1804. Nachricht über den Honighandel in Rosenau, Kurze Nachricht über die Natur- und Kunstprodukte des löbl. Gömörer Komitates); írt a salzburgi orvos-sebészi újságba és a Hufeland-Journalba.
Arcképe: kőnyomat Rohn és Grundtól Pesten 1866. (Hunfalvy János munkájában).

## Munkái
- A t. n. Gömör- és Kis-Hont törvényesen egyesült vármegyék rendeinek mély tisztelettel ajánlott a tehén- vagy mentőhimlőnek kiterjesztését tárgyazó a szüléknek, nevelőknek, egyházi és világi előljáróknak szivekre kötött buzgó kérése. Lőcse, 1804.
- Physische und analytische Beschreibung aller Mineralquellen des löbl. gömörer und Klein-Honther Komitats. Uo. 1814. Táblázattal.
- A tehén- vagy mentő himlő oltásnak kiterjesztését tárgyazó szavai ... Uo. 1814. (Tótul. Uo. 1814.)
- A nagyrőczei orvosvizeknek elbontásáról, orvosi erejéről és hasznairól. Rozsnyó, 1829.

### Kéziratban
- A halálos sérelmek megvizsgálásáról; Rozsnyó orvos-topographiai leírása; Gömörmegye föld- és ásványtani leírásához jegyzetek.

## További irodalom
- Dr. Jantsits Gabriella: Magyar orvosok arcképei. Bp., Medicina, 1990.
- Tököly Gábor: Ki kicsoda Rozsnyón. Somorja, Méry Ratio, 1999.